# Campeonato Chileno de Futebol de 1958 - Segunda Divisão
O Campeonato Chileno de Futebol de Segunda Divisão de 1958 foi a 7ª edição do campeonato do futebol do Chile, segunda divisão, no formato "Primera B". Em turno e returno os 10 clubes jogam todos contra todos. O Campeão é promovido para o Campeonato Chileno de Futebol de 1959. O último colocado iria para as Associações de Origem de Futebol do Chile - nível local.

## Participantes
| Equipe                                                | Cidade        | Região                  | No ano anterior                                        | Estádio                                   | Capacidade | Títulos        | Participações |
| ----------------------------------------------------- | ------------- | ----------------------- | ------------------------------------------------------ | ----------------------------------------- | ---------- | -------------- | ------------- |
| Club Deportivo Trasandino de Los Andes                | Los Andes     | Província de Aconcágua  | Sexto Lugar                                            | Estádio Regional de Los Andes             | 2.500      | 0 (não possui) | 7             |
| Club Deportivo Alianza de Curicó                      | Curicó        | Província de Curicó     | Quarto Lugar                                           | Estádio La Granja                         | 8.000      | 0 (não possui) | 5             |
| Club de Deportes Unión La Calera                      | La Calera     | Província de Valparaíso | Terceiro Lugar                                         | Estádio Municipal Nicolás Chahuán Nazar   | 10.000     | 0 (não possui) | 4             |
| Club de Deportes de la Universidad Técnica del Estado | Santiago      | Província de Santiago   | Nono Lugar                                             | Estádio da Universidad Técnica del Estado | 3.000      | 0 (não possui) | 5             |
| Club Deportivo San Bernardo Central                   | San Bernardo  | Província de Santiago   | Quinto Lugar                                           | Estádio Maestranza                        | 4.000      | 0 (não possui) | 3             |
| Deportes Iberia                                       | Los Ángeles   | Provincia de Biobío     | Oitavo Lugar                                           | Estádio Municipal de Los Ángeles          | 5.000      | 0 (não possui) | 4             |
| Club Deportivo San Fernando                           | San Fernando  | Província de Colchagua  | Sétimo Lugar                                           | Estádio Municipal Jorge Silva Valenzuela  | 5.900      | 0 (não possui) | 2             |
| Corporación Club de Deportes Santiago Morning         | Independencia | Província de Santiago   | Vice Campeão                                           | Estádio Santa Laura                       | 22.375     | 0 (não possui) | 2             |
| Club Deportivo San Luis                               | Quillota      | Província de Valparaíso | Rebaixado do Campeonato Chileno de Futebol de 1957     | Estádio Municipal Lucio Fariña Fernández  | 7.500      | 1 (1955)       | 4             |
| Club de Deportes Unión San Felipe                     | San Felipe    | Província de Aconcágua  | Acesso pelas Associações de Origem de Futebol do Chile | Estádio Municipal de San Felipe           | 18.500     | 0 (não possui) | 1             |

## Campeão
| Campeão Chileno Segunda Divisão 1958                   |
| ------------------------------------------------------ |
| Club Deportivo San Luis (Quillota) (2º título) Campeão |